# Turbinicarpus swobodae
La biznaga de cono invertido (Turbinicarpus swobodae)  es una especie fanerógama perteneciente a la familia Cactaceae. Es un cactus con un solo tallo, de forma globosa a cilíndrica, mide hasta 5 cm de diámetro. Presenta de 2 a 6 espinas de diferente tamaño en cada aréola. Las flores van del blanco al amarillo brillante, son hermafroditas, pero son incapaces de autofecundarse, por lo que requieren de insectos polinizadores que lleven el polen de una planta a otra (insectos alados y hormigas), miden hasta 1.6 cm de longitud y 2.2 cm de diámetro. El fruto es de color verdoso cuando es inmaduro y se vuelve marrón al madurar, mide hasta 7 mm de longitud y 4 mm de diámetro. Se dispersa a través de semillas, las cuales son transportadas por animales, el agua y el viento. Esta especie se reproduce varias veces durante su vida (estrategia de reproducción policárpica).

## Descripción
Plantas con un solo tallo, con el cuerpo globoso achatado y un poco cilíndrico, gris oscuro a verde, mide hasta de 3 cm de altura, y 5 cm de diámetro. Tubérculos irregularmente piramidales, de 3 a 5 mm de altura. Espinas de 4 a 6, una mayor que las otras, blanquecinas en la parte baja, gris oscuro o negro hacia la punta, de 4 a 13 mm de longitud. Flores blancas a crema o amarillo brillante, de 1 a 1.6 cm de longitud, de  1.3 a 2.2 cm de diámetro. Frutos verdosos que se tornan marrones, de 5 a 7 mm de longitud, de 3.5 a 4 mm de diámetro.

## Distribución
Esta especie es endémica de México, y su distribución es restringida.
Se localiza en el estado de Nuevo León, en el municipio de Rayones.

## Ambiente
Crece en sitios con vegetación de matorral xerófilo, en zonas semidesérticas con suelos calcáreos, y principalmente en laderas, en una altitud de 2000 m s. n. m.

## Estado de conservación
Las poblaciones silvestres se encuentran sometidas a saqueo para satisfacer la demanda de coleccionistas, se considera que debido a esta práctica sus poblaciones decrecen. Se encuentra listada en la NOM-059-SEMARNAT-2010 en la categoría Amenazada (A). En la Unión Internacional para la Conservación de la Naturaleza (UICN) aparece bajo la categoría de En Peligro Crítico (CR) (critically endangered). Este género se incluye en el Apéndice I de la CITES. Y al ser una especie amenazada en México, se halla regulada bajo el Código Penal Federal, la Ley General del Equilibrio Ecológico y Protección al Ambiente, y la Ley General de Vida Silvestre.

## Usos
Ornamental